# Sphagneticola trilobata
Espèce
Classification phylogénétique
Synonymes
- Acmella brasiliensis Spreng.
- Acmella spilanthoides Cass.
- Buphthalmum repens Lam.
- Buphthalmum strigosum Spreng.
- Complaya trilobata (L.) Strother
- Polymnia carnosa Poir.
- Polymnia carnosa var. aspera (Rich.) Poir.
- Polymnia carnosa var. glabella (Rich.) Poir.
- Polymnia carnosa var. triloba (Rich.) Poir.
- Seruneum paludosum (DC.) Kuntze
- Seruneum trilobatum (L.) Kuntze
- Silphium trilobatum L. - basionyme
- Sphagneticola ulei O.Hoffm.
- Stemmodontia carnosa (Rich.) O.F. Cook & G.N. Collins
- Stemmodontia trilobata (L.) Small
- Thelechitonia trilobata (L.) H.Rob. & Cuatrec.
- Verbesina carnosa M.Gómez
- Verbesina carnosa var. aspera (Rich.) M.Gómez
- Verbesina carnosa var. triloba (Rich.) M.Gómez
- Verbesina tridentata Spreng.
- Wedelia brasiliensis (Spreng.) S.F.Blake
- Wedelia carnea Rich.
- Wedelia carnosa Rich. ex Spreng.
- Wedelia carnosa var. aspera Rich.
- Wedelia carnosa var. glabella Rich.
- Wedelia carnosa var. triloba Rich.
- Wedelia crenata Rich.
- Wedelia paludicola Poepp. & Endl.
- Wedelia paludosa DC.
- Wedelia triloba (Rich.) Bello
- Wedelia trilobata (L.) Hitchc.
- Wedelia trilobata var. hirtella O.E. Schulz
- Wedelia trilobata var. pilosissima S.F. Blake[1],Catalogue of Life (12 septembre 2016)[2]

Sphagneticola trilobata, aussi appelé Gazon japonais ou Gazon tahitien, ou encore Herbe soleil, Patte à canard, Herbe à femme dans les Petites Antilles, est une espèce de plantes à fleurs dicotylédones de la famille des Asteraceae, originaire des tropiques Américains.
Considérée comme envahissante, cette plante a été classée par l'UICN dans la liste des « Cent espèces envahissantes parmi les plus nuisibles du monde ».

## Description

### Aspect général
C'est une plante herbacée rampante et radicante, aux branches souvent ascendantes, et qui se propage par stolons.
Elle ressemble à Tridax procumbens avec laquelle elle ne doit pas être confondue.

### Feuilles
Les feuilles, un peu épaisses, subcharnues et gaufrées sont généralement trilobées (lobe central large et obtus, les latéraux plus petits), mesurant de 2 à 6 (-12) de long sur 2 à 4 (-6) cm de large.

### Fleurs
Le capitule jaune est porté par un pédoncule pubescent de 2 à 14 cm de long. La dizaine de ligules jaunes du pourtour font 10–15 mm, les fleurons du disque sont environ 25. La floraison a lieu toute l'année et surtout en septembre-novembre[Où ?].
Les fleurs sont mellifères.

### Fruit
Le fruit est un akène comprimé, portant une aigrette d'écailles irrégulières.

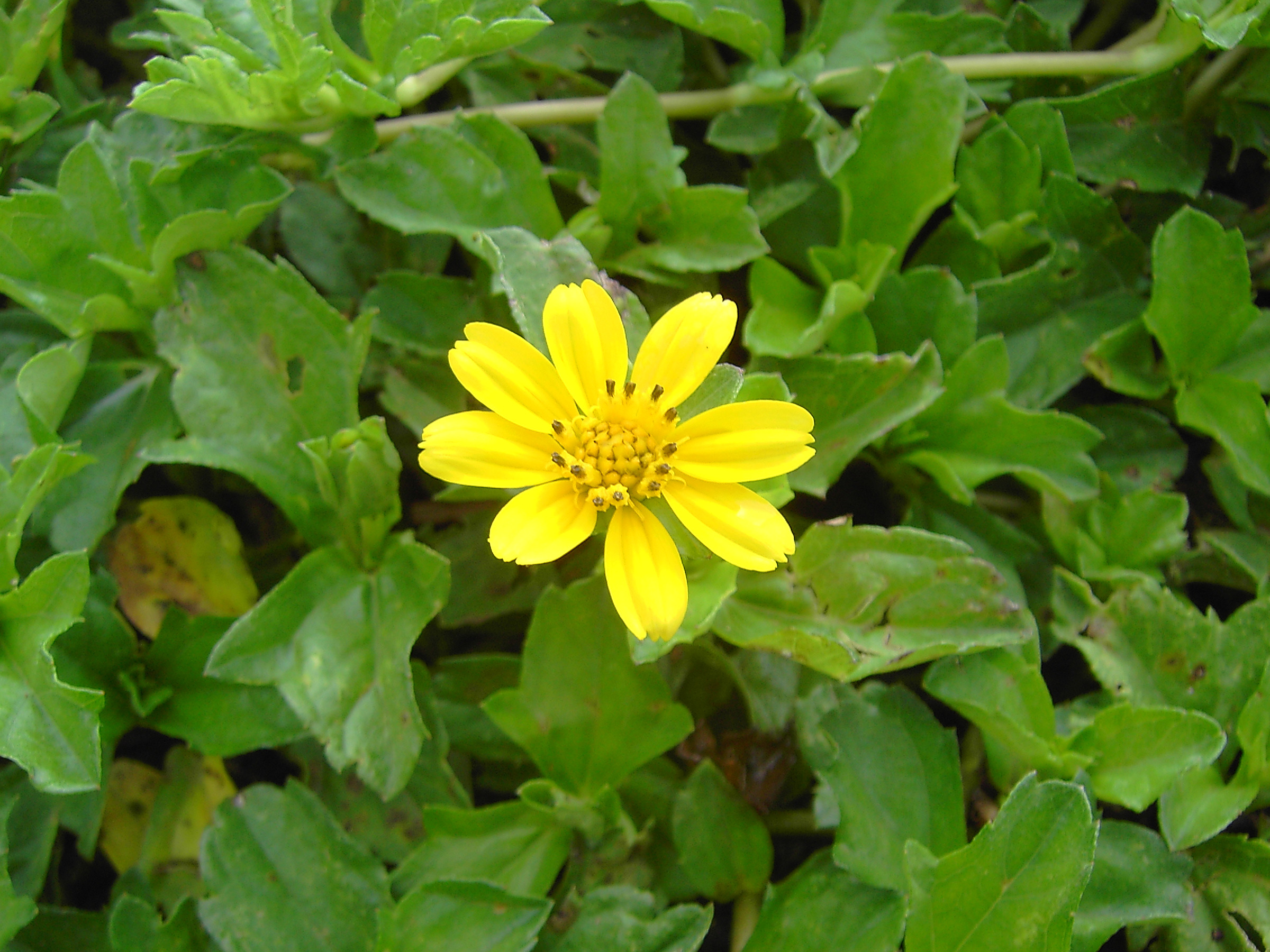
Wedelia trilobata, à la Dominique.

## Distribution et habitat
L'herbe soleil est originaire de Floride, des Antilles, du Mexique, de l'Amérique Centrale, et du nord de l'Amérique du sud.
C'est une plante très ubiquiste et très commune aux Petites Antilles dans les savanes humides, dans les champs, au bord des chemins et en arrière plage.
Cette espèce préfère les zones humides et de mi-ombre.

### Caractère envahissant
Cette espèce a été largement disséminée du fait de son utilisation comme plante de couverture, plante fixatrice de talus et plante ornementale,. Elle a été classée par l'UICN dans la liste des « Cent espèces envahissantes parmi les plus nuisibles du monde », et fait partie également des 300 espèces envahissantes majeures de l'Australie.
En Nouvelle-Calédonie, elle se retrouve fréquemment sur la partie est de la Grande Terre et notamment dans la vallée de Tiwaka. Elle aurait été introduite sur le territoire en 1974. Le Code de l'environnement de la Province Sud interdit l’introduction dans la nature de cette espèce ainsi que sa production, son transport, son utilisation, son colportage, sa cession, sa mise en vente, sa vente ou son achat.

## Composition chimique
Les parties aériennes contiennent des dérivés terpéniques : β-sitostérol, squalène aux propriétés bactéricides et antispasmodiques.
La racine contient des dérivés soufrés.

## Utilisation
Les Caraïbes employaient les feuilles écrasées, associées à d'autres plantes, pour expulser le placenta après accouchement.
Dans les petites Antilles, elle est employée pour traiter les insuffisance ou douleurs des règles, le rhume, les fièvres, les douleurs inflammatoires, les plaies.
Cette plante est connue des herboristes guadeloupéens sous le nom d' « herbe à femme » car elle est réputée abortive et calmer les douleurs menstruelles,
En Martinique, cette plante est utilisée dans les descentes de matrice (malvant dérangé), de rougeole et de dermatose.
La plante serait toxique pour le bétail en provoquant des avortements.

## Dénomination

### Noms vernaculaires
Aux Antilles françaises, l'espèce est connue sous le nom d'« herbe soleil » ou « patte à canard ».

### Étymologie
Le nom scientifique du genre provient du nom de genre Sphagnum et des suffixes latins -etum (lieu) et -cola (qui habite). Ces plantes vivent dans des milieux humides, au milieu des mousses.